# Technology and production center switzerland
Die technology and production center switzerland ag (tpc, bis November 2010 tv productioncenter zürich ag) war verantwortlich für die Produktion von Inhalten für SRF (Schweizer Radio und Fernsehen) und realisierte Broadcast-Lösungen im Kundenauftrag.

## Geschichte
Am 14. September 1999 genehmigte die Schweizerische Radio- und Fernsehgesellschaft (SRG) die Gründung der tpc switzerland ag. Damit wurde das Produktionszentrum des Schweizer Fernsehen auf den 1. Januar 2000 in eine eigenständige Aktiengesellschaft überführt. Das Unternehmen, welches aus der ehemaligen Mediarama AG hervorging, indem bei dieser bestehenden Aktiengesellschaft Firma, Hauptsitz sowie Zweck geändert wurden, war eine hundertprozentige Tochtergesellschaft der SRG und wurde wirtschaftlich vom Schweizer Fernsehen kontrolliert.
Das Unternehmen hatte seinen Sitz im Gebäudekomplex des Schweizer Radio und Fernsehen (SRF) am Leutschenbach in Zürich Seebach.
Vor der Umbenennung im November 2010 hiess das Unternehmen tv productioncenter zürich ag.
Im April 2019 hat der Verwaltungsrat der SRG entschieden, dass das tpc per 1. Januar 2020 zurück bei SRF integriert werden soll. Die Gesellschaft wurde mit Beschluss der Generalversammlung vom 11. Juni 2021 aufgelöst.